# يانوش كوبيسويز
يانوش بغدان كوبيسويز (9 ديسمبر 1955 - 4 يوليو 2022)، هو لاعب كرة قدم بولندي. لعب مع منتخب بولندا لكرة القدم، لعب كلاعب خط وسط، خاض 20 مباراة دولية مع منتخب بولندا وسجل خمسة أهداف. كان مشاركًا في نهائيات كأس العالم في دورتي 1978 و 1982، حيث أنهت بولندا في الأخيرة مشوارها في المركز الثالث.

## روابط خارجية
- يانوش كوبيسويز على موقع الاتحاد الدولي (مؤرشف)  (الإنجليزية)
- يانوش كوبيسويز على موقع الاتحاد الأوربي (الإنجليزية)
- يانوش كوبيسويز على موقع قاعدة بيانات كرة القدم.إي يو (الإنجليزية)
- يانوش كوبيسويز على موقع ناشيونال فوتبول تيمز (الإنجليزية)
- يانوش كوبيسويز على موقع Soccerway.com (الإنجليزية)